# محمد سمیر قطب
محمد سمیر قطب (عربی: محمد سمير قطب؛ ۱۶ مارس ۱۹۳۸ – ۲۸ ژوئن ۲۰۰۶) یک ورزشکار اهل مصر بود.
از باشگاه‌هایی که در آن بازی کرده‌است می‌توان به باشگاه ورزشی زمالک و تیم ملی فوتبال مصر اشاره کرد.
وی همچنین در تیم ملی فوتبال مصر بازی کرده است.